# Aloe
- Commons
- Wikispecies

Aloe L. é um género botânico pertencente à família Asphodelaceae que conta com mais de 550 espécies (incluindo os híbridos), originárias principalmente de África e ilhas limítrofes, geralmente encontradas em terrenos áridos, pelo que necessita de pouca água, fixando uma grande quantidade nas suas folhas para posterior uso. Apresentam-se sob a forma de rosáceas de folhas carnudas ou ligeiramente coreáceas, orladas de acúleos mais ou menos fortes consoante as espécies. A dimensão e tamanho varia de acordo com a espécie, podendo ir de apenas 5 cm de altura até 9 ou 10 metros. As inflorescências variam de igual modo, caracterizando-se em geral por um conjunto de folhas tubulares dispostas no topo de uma haste, com cores que vão do amarelo ao vermelho, passando por tons de laranja.
Algumas espécies têm aplicações diversas, podendo ser utilizadas em cosméticos, produtos de limpeza ou serem mesmo comestíveis. Deve-se, no entanto, ter cuidado no manuseamento e utilização destas plantas, já que muitas espécies têm um sumo ou latex irritante ou até mesmo nocivo.
Porém, das diversas espécies catalogadas, apenas quatro podem ser utilizadas como tratamento alternativo e somente uma delas é nutritiva o suficiente para ser utilizada como tratamento fitoterápico.[carece de fontes?]

## Sinonímia
| - Aloinella (A. Berger) Lemée - Chamaealoe A. Berger - Guillauminia A. Bertrand - Lemeea P. V. Heath | - Leptaloe Stapf - Lomatophyllum Willd. - Pachidendron Haw. |

## A
- Aloe aageodonta
- Aloe abyssicola
- Aloe abyssinica
- Aloe aculeata
- Aloe acutissima
- Aloe adigratana
- Aloe affinis
- Aloe africana
- Aloe ahmarensis
- Aloe albida
- Aloe albiflora
- Aloe albovestita
- Aloe alfredii
- Aloe alooides
- Aloe ambigens
- Aloe amicorum
- Aloe ammophila
- Aloe amudatensis
- Aloe andongensis
- Aloe andringritrensis
- Aloe angiensis
- Aloe angolensis
- Aloe ankoberensis
- Aloe antandroi
- Aloe archeri
- Aloe arenicola
- Aloe argenticauda
- Aloe asperifolia
- Aloe audhalica
- Aloe ausana

## B
- Aloe babatiensis
- Aloe bainesii
- Aloe bakeri
- Aloe ballii
- Aloe barbadensis
- Aloe barbertoniae
- Aloe bargalensis
- Aloe bella
- Aloe bellatula
- Aloe betsileensis
- Aloe bicomitum
- Aloe boehmii
- Aloe boiteaui
- Aloe boscawenii
- Aloe bowiea
- Aloe boylei
- Aloe brachystachys
- Aloe branddraaiensis
- Aloe brandhamii
- Aloe breviscapa
- Aloe broomii
- Aloe brunneostriata
- Aloe buchananii
- Aloe buchlohii
- Aloe buettneri
- Aloe buhrii
- Aloe bukobana
- Aloe bulbicaulis
- Aloe bulbilifera
- Aloe bullockii
- Aloe burgersfortensis
- Aloe bussei

## C
- Aloe calcairophila
- Aloe calidophila
- Aloe cameronii
- Aloe camperi
- Aloe canarina
- Aloe candelabrum
- Aloe cannellii
- Aloe capitata
- Aloe caricina
- Aloe castellorum
- Aloe catengiana
- Aloe chabaudii
- Aloe cheranganiensis
- Aloe chlorantha
- Aloe chortolirioides
- Aloe christianii
- Aloe chrysostachys
- Aloe citrina
- Aloe classenii
- Aloe claviflora
- Aloe commixta
- Aloe compacta
- Aloe compressa
- Aloe compressa var. rugosquamosa
- Aloe comptonii
- Aloe confusa
- Aloe congdonii
- Aloe congolensis
- Aloe conifera
- Aloe constricta
- Aloe cooperi
- Aloe corallina
- Aloe crassipes
- Aloe cremersii
- Aloe cremnophila
- Aloe cryptoflora
- Aloe cryptopoda

## D
- Aloe dabenorisana
- Aloe davyana
- Aloe dawei
- Aloe debrana
- Aloe decaryi
- Aloe decorsei
- Aloe decurva
- Aloe decurvidens
- Aloe defalcata
- Aloe delphinensis
- Aloe deltoideodonta
- Aloe descoingsii
- Aloe deserti
- Aloe dewetii
- Aloe dewinteri
- Aloe dhalensis
- Aloe dhufarensis
- Aloe dichotoma
- Aloe dispar
- Aloe divaricata
- Aloe doei
- Aloe dolomitica
- Aloe dominella
- Aloe dorothea
- Aloe duckeri
- Aloe dumetorum
- Aloe dyeri

## E
- Aloe ecklonis
- Aloe elata
- Aloe elegans
- Aloe elgonica
- Aloe ellenbeckii
- Aloe eminens
- Aloe enotata
- Aloe eremophila
- Aloe erensii
- Aloe ericetorum
- Aloe erinacea
- Aloe eru
- Aloe erythrophylla
- Aloe esculenta

## F
- Aloe falcata
- Aloe ferox
- Aloe fibrosa
- Aloe fievetii
- Aloe fleurentiniorum
- Aloe flexilifolia
- Aloe forbesii
- Aloe fosteri
- Aloe fouriei
- Aloe fragilis
- Aloe framesii
- Aloe francombei
- Aloe fulleri

## G
- Aloe gariepensis
- Aloe gerstneri
- Aloe gigas
- Aloe gilbertii
- Aloe gillilandii
- Aloe glabrescens
- Aloe globuligemma
- Aloe gloveri
- Aloe gossweileri
- Aloe gradicaulis
- Aloe graciflora
- Aloe gracilis
- Aloe graminifolia
- Aloe grandidentata
- Aloe grata
- Aloe greatheadii
  - Aloe greatheadii davyana
- Aloe greenii
- Aloe greenwayi
- Aloe grisea
- Aloe guerrai
- Aloe guillaumetii

## H
- Aloe haemanthifolia
- Aloe hardyi
- Aloe harlana
- Aloe harmsii
- Aloe haworthioides
  - Aloe haworthioides albiflora
- Aloe hazeliana
- Aloe helenae
- Aloe heliderana
- Aloe hemmingii
- Aloe hendrickxii
- Aloe hereroensis
- Aloe hildebrandtii
- Aloe hlangapies
- Aloe howmanii
- Aloe humbertii
- Aloe humilis (L.)Mill.

## I-J
- Aloe ibitiensis
- Aloe imalotensis
- Aloe immaculata
- Aloe inamara
- Aloe inconspicua
- Aloe inermis
- Aloe integra
- Aloe intermedia
- Aloe inyangensis
- Aloe isaloensis
- Aloe itremensis
- Aloe jacksonii
- Aloe jucunda
- Aloe juvenna

## K
- Aloe karasbergensis
- Aloe keayi
- Aloe kedongensis
- Aloe keithii
- Aloe ketabrowniorum
- Aloe kilifiensis
- Aloe kirkii
- Aloe kniphofioides
- Aloe komaggasensis
- Aloe komatiensis
- Aloe krapohliana
- Aloe krausii
- Aloe kulalensis

## L
- Aloe labworana
- Aloe laeta
  - Aloe lateritia graminicola
- Aloe lastii
- Aloe lareritia
  - Aloe lateritia graminicola
- Aloe latifolia
- Aloe lavranosii
- Aloe leachii
- Aloe leandrii
- Aloe leedalii
- Aloe lensayuensis
- Aloe lepida
- Aloe leptophylla
- Aloe leptosyphon
- Aloe lettyae
- Aloe leucantha
- Aloe linearifolia
- Aloe lineata
- Aloe littoralis
- Aloe longibracteata
- Aloe luapulana
- Aloe lutescens

## M
- Aloe macleayi
- Aloe macloughinii
- Aloe macrantha
- Aloe macrocarpa
- Aloe macroclada
- Aloe macrosiphon
- Aloe maculata
- Aloe madecassa
- Aloe marlothii
- Aloe marsabitensis
- Aloe massawana
- Aloe mawii
- Aloe mayottensis
- Aloe medishiana
- Aloe megalacantha
- Aloe melanacantha
- Aloe menachensis
- Aloe mendesii
- Aloe menyhartii
- Aloe meruana
- Aloe metallica
- Aloe meyeri
- Aloe microcantha
- Aloe microdonta
- Aloe microstigma
- Aloe millotii
- Aloe milne-redheadii
- Aloe minima
- Aloe modesta
- Aloe moledarana
- Aloe monotropa
- Aloe monteiroi
- Aloe monticola
- Aloe morijensis
- Aloe mottramiana
- Aloe morogoroensis
- Aloe mubendiensis
- Aloe mudenensis
- Aloe multicolor
- Aloe munchii
- Aloe murina
- Aloe musapana
- Aloe mutabilis
- Aloe mutans
- Aloe myriacantha
- Aloe mzinbana

## N-O
- Aloe namibensis
- Aloe ngongensis
- Aloe niebuhriana
- Aloe nobilis
- Aloe nubigena
- Aloe nuttii
- Aloe nyeriensis
- Aloe obscura
- Aloe officinalis
- Aloe ortholopha
- Aloe otallensis

## P
- Aloe pachygaster
- Aloe palmiformis
- Aloe parellifolia
- Aloe parvibracteata
- Aloe parvidens
- Aloe parviflora
- Aloe parvula
- Aloe patersonii
- Aloe pearsonii
- Aloe peckii
- Aloe peglerae
- Aloe pendens
- Aloe penduliflora
- Aloe percrassa
- Aloe perfoliata
- Aloe perrieri
- Aloe petricola
- Aloe petrophila
- Aloe peyrierasii
- Aloe pirottae
- Aloe plowesii
- Aloe pluridens
- Aloe pole-evansii
- Aloe polyphylla
- Aloe powysiorum
- Aloe pretoriensis
- Aloe princeae
- Aloe x principis
- Aloe prinslooi
- Aloe procera
- Aloe pruinosa
- Aloe pubescens
- Aloe purpurascens
- Aloe pustuligemma

## R
- Aloe rabaiensis
- Aloe rauhii
- Aloe reitzii
- Aloe retrospiciens
- Aloe reynoldsii
- Aloe rhodesiana
- Aloe richardiae
- Aloe richtersveldensis
- Aloe rigens
- Aloe rivae
- Aloe rivieri
- Aloe rubriflora
- Aloe rubroviolacea
- Aloe rugosifolia
- Aloe runcinata
- Aloe rupestris
- Aloe rupicola
- Aloe ruspoliana

## S
- Aloe sabaea
- Aloe salm-dyckiana
- Aloe saponaria
- Aloe saundersdiae
- Aloe scabrifolia
- Aloe schelpei
- Aloe schliebenii
- Aloe schoellerii
- Aloe schomeri
- Aloe schweinfurthii
- Aloe scobinifolia
- Aloe scorpioides
- Aloe secundiflora
- Aloe sereti
- Aloe serriyensis
- Aloe sessilifora
  - Aloe sessiliflora vryheidensis
- Aloe sheilae
- Aloe silicola
- Aloe simii
- Aloe sinana
- Aloe sinkatana
- Aloe sladeniana
- Aloe somaliensis
  - Aloe somaliensis marmorata
  - Aloe somliensis somaliensis
- Aloe sophie
- Aloe soutpansbergensis
- Aloe speciosa
- Aloe spicata
- Aloe splendens
- Aloe squarrosa
- Aloe steudneri
- Aloe striatula
- Aloe stuhlmannii
- Aloe suarezensis
- Aloe subacutissima
- Aloe succotrina
- Aloe suffulta
- Aloe suprafioliata
- Aloe suzannae
- Aloe swynnertonii

## T-U
- Aloe tenuior
- Aloe thompsoniae
- Aloe thorncroftii
- Aloe thraskii
- Aloe tidmarshii
- Aloe tomentosa
- Aloe tororoana
- Aloe torrei
- Aloe trachyticola
- Aloe transvaalensis
- Aloe trigonantha
- Aloe trothae
- Aloe tugenensis
- Aloe turkanensis
- Aloe tweediae
- Aloe ukambensis
- Aloe umbellata
- Aloe umfuloziensis

## V
- Aloe vacillans
- Aloe vallaris
- Aloe vanbalenii
- Aloe vandermerwei
- Aloe vaombe
- Aloe vaotsanda
- Aloe venenosa
- Aloe venusta
- Aloe vera
- Aloe verdoorniae
- Aloe verecunda
- Aloe verrucosospinosa
- Aloe versicolor
- Aloe veseyi
- Aloe viguieri
- Aloe viridiflora
- Aloe vituensis
- Aloe vogtsii
- Aloe volkensii
- Aloe vossii
- Aloe vryheidensis
- Aloe vulgaris

## W-Z
- Aloe whitcombei
- Aloe wickensii
- Aloe wildii
- Aloe wilsonii
- Aloe wollastonii
- Aloe woolliana
- Aloe wrefordii
- Aloe yavellana
- Aloe yemenica
- Aloe zanzibarica

## Classificação do gênero
| Sistema | Classificação                     | Referência               |
| ------- | --------------------------------- | ------------------------ |
| Linné   | Classe Hexandria, ordem Monogynia | Species plantarum (1753) |